# Krma (zviježđe)
Krma ili Kormilo (lat. Puppis) je zviježđe južne polutke. Najveća konstelacija između tri koje su nastale nakon podjele zviježđa Brod Argo. Ostale dvije su Kobilica i Jedro.